# Armata a 2-a Română
Die Armata a 2-a Română (deutsch 2. Armee) war ein militärischer Verband der Streitkräfte des Königreichs Rumänien im Ersten und Zweiten Weltkrieg. Die Armee wurde 1916 gegründet und wurde im Jahr 1947 aufgelöst.

## Erster Weltkrieg

### 1916
Die rumänische 2. Armee unter General Crăiniceanu brach Ende August 1916 vom Süden her bis zu 80 Kilometer tief ins südliche Ungarn ein und besetzte Kronstadt (Brașov). In Siebenbürgen stand der neugebildeten k.u.k. 1. Armee (General Arz von Straußenburg) eine Übermacht von rund 420.000 Rumänen gegenüber. Zur Verstärkung Österreich-Ungarns griff auch die deutsche 9. Armee unter General von Falkenhayn in die Kämpfe ein. General Crainicianu dessen 2. Armee, auf einer 67 km langen Front auseinander gezogen aufmarschierte, schlug am 24. September eine gemeinsame Offensive der 2. und der 4. (Nord-)Armee vor. Der Plan wurde abgeblasen, weil am rechten Flügel der Front die rumänische 1. Armee in der Schlacht bei Hermannstadt geschlagen worden war, die 2. Armee musste am 29. September auf die Linie Héviz—Oit Bogát—Sárkány—Persiani zurückgehen. Am 5. Oktober 1916 wurden die bereits zurückgehenden Nachhuten der Rumänen im Geisterwald angegriffen und vom 7. bis 9. Oktober in der Schlacht bei Kronstadt im zähen Häuserkampf zum Rückzug gezwungen. Die k.u.k. 71. Infanterie-Division unter Generalmajor Goldbach hatte den weichenden Gegner zum Oituz-Pass zurückgedrängt, zwischen 8. und 10. Oktober kam es zu schweren Gebirgskämpfen um den Törzburger Pass und Predeal.
Die rumänischen Truppen fluteten nach der Niederlage bei Rimnicul-Sarat am 28. Dezember an die Grenze der Moldau zurück. Auf dem Rückzug gingen weitere acht ihrer 22 verbliebenen Divisionen verloren. Angesichts dieser Katastrophe schickte der russische Stabschef Alexejew weitere Truppen, um ein Vordringen der Heeresgruppe Mackensen nach Südrussland zu verhindern. Der Vormarsch der Mittelmächte in Richtung Moldawien wurde durch das Wetter und schlechte Infrastruktur behindert, weshalb die Feindseligkeiten erst im Sommer 1917 wieder aufgenommen wurden. 

### 1917
Nach der Schlacht an der Putna stabilisierte sich die neue Front Anfang Januar 1917 an der Linie Ostkarpaten-Focsani-Galatz. Die rumänische 2. Armee wurde im reorganisiert und durch den französischen General Berthelot in den modernen Angriffstechniken geschult. Im Sommer 1917 sollte eine Doppeloffensive der rumänischen 1. Armee im Raum Nămoloasa und durch die 2. Armee bei Mărăşti zum Durchbruch der Heeresgruppe Mackensen angesetzt werden.
In der Schlacht von Mărăşti (22. Juli und dem 1. August 1917) wurde die 2. Armee unter General Alexandru Averescu erfolgreich zur Erstürmung der feindlichen Stellungen zwischen Poiana-Încărcătoarea-Răcoasa angesetzt.
Gliederung am 22. Juli 1917

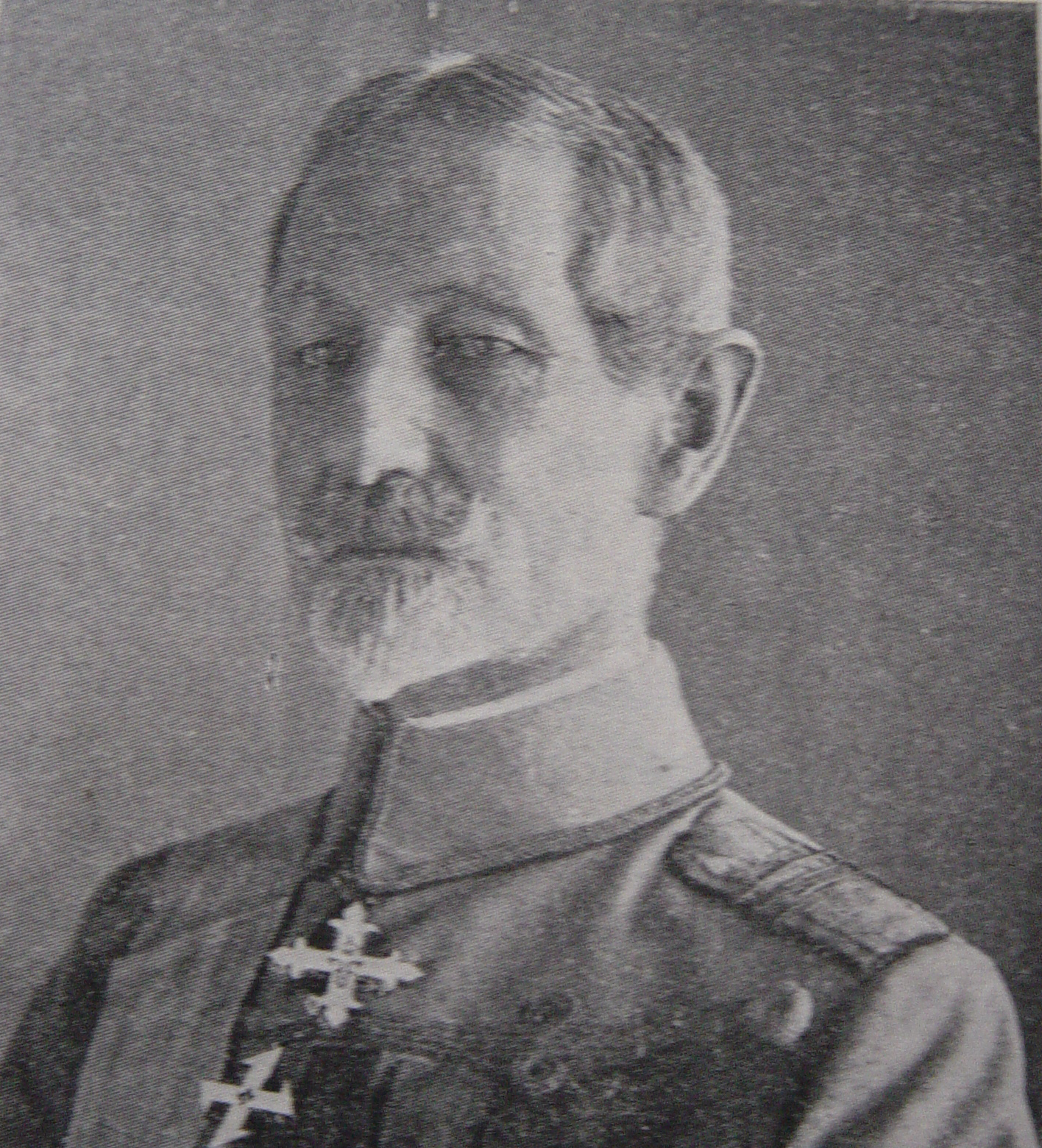
Alexandru Averescu

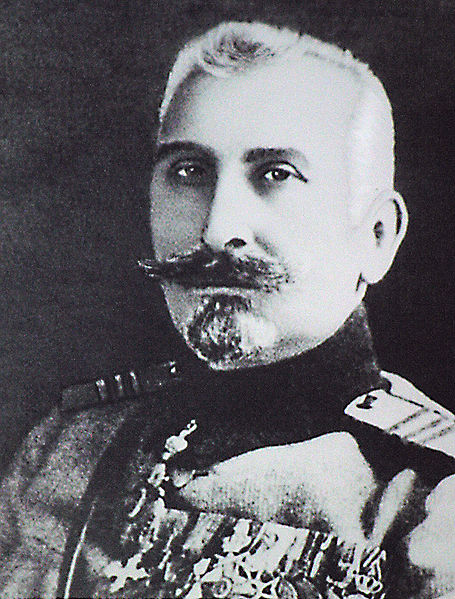
Artur Văitoianu

- IV. Armeekorps (General Gheorghe Văleanu)
- 8. Infanteriedivision
- 11. Infanterie-Brigade (von der 6. Division)
- Infanterie-Regiment Vânători
- 24. Infanterie-Regiment
- II. Armeekorps (General Artur Văitoianu)
- 6. Infanteriedivision
- 3. Infanteriedivision
- Reserve: 1. Infanteriedivision

Während der ersten Phase (6. – 12. August) gelang es den Rumänen zusammen mit russischen Truppen, den ersten feindlichen Angriff zu stoppen und die Deutschen dazu zu zwingen, die Angriffsrichtung nach Nordwesten zu ändern. In der zweiten Phase (13.–19. August) übernahm General Averescu selbst das Oberkommando und erreichte am 19. August die vollständige Zurückwerfung des Feindes. In der dritten Phase (20. August – 3. September) scheiterte der deutsche Versuch die verlorenen Positionen im Hinblick auf eine neue Offensive zumindest zu verbessern. Ende September 1917 war ein etwa 30 km breiter und 20 km tiefer Einbruch an der Front der deutschen 9. Armee erreicht, Feldmarschall von Mackensen setzte am 6. August 1917 einen Gegenangriff an, der zur Schlacht von Mărăşeşti (6. August – 8. September 1917) führte.
Am 8. August begannen die neuen Kämpfe an der Mărăşeşti-Front mit einer österreichisch-ungarisch-deutschen Offensive am Oituz-Abschnitt. Die gegenüber liegenden rumänischen Truppen hielten bis zum 30. August ihre Linien gegen überlegene feindliche Kräfte, erst danach konnte die Gruppe Gerok die Front der rumänischen 2. Armee auf 18 Kilometer Breite etwa 2–6 km tief aufbrechen. Die Rumänen verloren bei diesen Kämpfen mehr als 27.000 Mann, darunter 610 Offiziere, die deutschen und österreichischen Truppen etwa 47.000 Mann. Die Einstellung der verlustreichen Offensive der Mittelmächte an der rumänischen Front am 3. September 1917 bedeutete eine strategische Niederlage und eine erhebliche Schwächung ihrer Streitkräfte am rumänischen Kriegsschauplatz.

### Oberbefehlshaber
- Alexandru Averescu (15. August 1916 – 25. August 1916)
- Grigore C. Crăiniceanu (25. August 1916 – 9. Oktober 1916)
- Alexandru Averescu (Oktober 1916 – 1. Juni 1918)